# Belgische Binnenvaartschepen Databank (BBS)
De Belgische BinnenvaartSchepen Databank (afgekort: BBS) is een centrale databank met informatie over de Belgische (en Franse) binnenvaartschepen, schippers, scheepswerven en andere aan de binnenvaart gerelateerde onderwerpen. De databank wordt onderhouden door de v.z.w. Archief- en Documentatiecentrum Erfgoed Binnenvaart.
De basis voor deze database is de lijst van Belgische Binnenvaartschepen uit 1959-1963.